# Alisalia brevipennis
Alisalia brevipennis är en skalbaggsart som beskrevs av Thomas Casey 1911. Alisalia brevipennis ingår i släktet Alisalia och familjen kortvingar. Inga underarter finns listade i Catalogue of Life.